# Botbol
Botbol  (Boutboul, Butbul, Abutbul, Abitbol, Aboutboul, Abitbul, Abiteboul, en hebreo: אביטבול, בוטבול‎‎) fue durante el siglo XIX un apellido común entre la colectividad sefaradita en Marruecos. Probablemente el origen de este apellido (también en sus variantes: Abitbol o Boutboul) provendría del hebreo "tbol" que significa "purificación en un baño ritual" (mikveh) por lo tanto sería el "padre del baño" o el encargado de este baño ritual. En árabe indicaría una profesión "el padre del tamborín", refiriéndose al hacedor o vendedor de este popular instrumento musical marroquí. 
Los judíos, perseguidos por el Consejo de la Inquisición y luego del edicto de 1492, abandonan España. Algunos Botbol se dirigen hacia Marruecos y otros hacia Portugal, de ahí a Bélgica y Holanda donde se convirtieron a la religión protestante y adaptan el apellido a la fonética de esos países cambiando por Botbÿl y sus variantes Botbijl, Bodbijl, Botbyl, Bodbyl y Budbill.
- Datos: Q5732693